# Luederwaldtia rubripennis
Luederwaldtia rubripennis är en insektsart som beskrevs av Schmidt 1922. Luederwaldtia rubripennis ingår i släktet Luederwaldtia och familjen spottstritar. Inga underarter finns listade i Catalogue of Life.